# Per-Inge Tällberg
Per-Inge Tällberg (ur. 14 czerwca 1967 w Bollnäs) – szwedzki skoczek narciarski, który występował w latach 1985–1993.
Najlepsze wyniki w Pucharze Świata w skokach narciarskich osiągnął w sezonie 1990/1991, w których został sklasyfikowany na 33. miejscu. W tym też sezonie był raz na najniższym stopniu podium konkursu Pucharu Świata.
Jego brat, Staffan Tällberg, także uprawiał skoki narciarskie.

## Puchar Świata w skokach narciarskich

### Miejsca w klasyfikacji generalnej
- sezon 1985/1986[1]: 57.
- sezon 1986/1987[2]: 60.
- sezon 1987/1988[3]: 48.
- sezon 1990/1991[4]: 33.

### Miejsca na podium chronologicznie
1. Tauplitz/Bad Mitterndorf (AUT) - 23 lutego 1991 (3. miejsce)

## Puchar Świata w lotach narciarskich

### Miejsca w klasyfikacji generalnej
- sezon 1990/1991[5]: 13.

## Igrzyska olimpijskie
- Indywidualnie
  - 1988 Calgary (CAN) – 22. miejsce (duża skocznia), 36. miejsce (skocznia normalna)
  - 1992 Albertville (FRA) – 50. miejsce (duża skocznia)

- Drużynowo
  - 1988 Calgary (CAN) – 7. miejsce (duża skocznia)

## Skoki narciarskie na mistrzostwach świata w narciarstwie klasycznym
- Indywidualnie
  - 1991 Val di Fiemme (ITA) – 14. miejsce (duża skocznia), 28. miejsce (normalna skocznia)
  - 1993 Falun (SWE) – 19. miejsce (duża skocznia), 41. miejsce (normalna skocznia)

## Mistrzostwa świata w lotach narciarskich
- Indywidualnie
  - 1990 Vikersund (NOR)[6] – 11. miejsce
  - 1992 Harrachov (TCH)[7] – 29. miejsce